# Falling in Between
Falling in Between är Totos tolfte och senaste studioalbum, utgivet den 14 februari 2006. 

## Låtlista
1. "Falling in Between" – 4:06
2. "Dying on My Feet" – 6:11
3. "Bottom of Your Soul" – 6:58
4. "King of the World" – 4:04
5. "Hooked" – 4:36
6. "Simple Life" – 2:22
7. "Taint Your World" – 4:01
8. "Let It Go" – 5:22
9. "A Spiritual Man" – 1:47
10. "No End in Sight" – 6:10